# Мошнин, Владимир Александрович
Владимир Александрович Мошнин (1863—1928) — русский военный  деятель, генерал-лейтенант  (1916). Герой Первой мировой войны.

## Биография
В 1881 году после окончания 1-й Санкт-Петербургской военной гимназии вступил в службу. В 1883 году после окончания Николаевского кавалерийского училища произведён корнеты и выпущен в Конно-гренадерский лейб-гвардии полк.  В 1887 году произведён в поручики. С 1889 года после окончания Николаевской академии Генерального штаба по I разряду, штабс-ротмистр гвардии с переименованием в капитаны Генерального штаба, старший адъютант штаба 14-й кавалерийской дивизии. С 1890 года эскадронный командир Уланского лейб-гвардии полка. С 1891 года помощник старшего адъютанта штаба Финляндского военного округа. С 1892 года старший адъютант штаба 24-й пехотной дивизии. С 1894 года подполковник, начальник строевого отдела штаба Кронштадтской крепости.
С 1898 года полковник, заведующий обучающимися офицерами в Николаевской академии Генерального штаба. С 1903 года командир Митавского 14-го гусарского полка. С 1909 года генерал-майор, командир 1-й бригады, с 1912 года 2-й бригады 9-й кавалерийской дивизии. 
С 1914 года участник Первой мировой войны, во главе бригады. В 1916 году произведён в генерал-лейтенанты.
«За храбрость»  был награждён 11 сентября 1916 года Орденом Святого Георгия 4-й степени и 8 ноября 1916 года Георгиевским оружием.
С 1917 года начальник 6-й кавалерийской дивизии. С 16 апреля 1917 года в резерве чинов при штабе Киевского военного округа. 
С 1918 года участник Белого движения в рядах ВСЮР.

## Награды
- Орден Святого Станислава 3-й степени  (1895)
- Орден Святой Анны 3-й степени  (1901)
- Орден Святого Станислава 2-й степени  (1902)
- Орден Святой Анны 2-й степени (1909)
- Орден Святого Владимира 3-й степени (ВП 3.08.1911; Мечи к ордену — ВП 01.09.1915)
- Орден Святого Станислава 1-й степени  (ВП 06.12.1913)
- Орден Святой Анны 1-й степени с мечами (ВП 01.1915)
- Орден Святого Владимира 2-й степени с мечами (ВП 03.10.1915)
- Орден Святого Георгия 4-й степени (ВП 11.09.1916)
- Георгиевское оружие (ВП 08.11.1916)